# Lennox Passage
Lennox Passage är ett sund i Kanada.   Det ligger i provinsen Nova Scotia, i den östra delen av landet, 1 100 km öster om huvudstaden Ottawa.
I omgivningarna runt Lennox Passage växer i huvudsak blandskog. Runt Lennox Passage är det ganska glesbefolkat, med 27 invånare per kvadratkilometer.